# リンツァー・シュターディオン
リンツァー・シュターディオン（Linzer Stadion）は、オーストリア・オーバーエステライヒ州の州都リンツ市にあるスタジアム。
1952年に建設されたこの多目的スタジアムは、オーストリア・ブンデスリーガに属しているLASKリンツ（LASK Linz）が本拠地として使用している。また1988年より世界的に有名な陸上競技の国際大会も行われている。
歴史の古いスタジアムであるため、数回の大規模な修築・拡大工事が行われたが、現在でもオーストリアの他会場に比べ立ち見席の割合が高い。そのためオーストリア・ブンデスリーガでの試合での収容人数は21,005人だが、UEFA主催のヨーロッパカップや陸上競技大会では立ち見席が利用されないため、収容人数も15,735人になっている。